# Klimatická krize
„Klimatická krize“ je termín popisující globální oteplování a změnu klimatu a jejich dopady. Tento termíny se používá k popisu hrozby globálního oteplování pro lidstvo a planetu a k tlaku na účinné zmírňování klimatických změn. Ve vědeckém časopise BioScience se v článku z ledna 2020, který podpořilo více než 11 000 vědců z celého světa, uvádí, že „klimatická krize nastala“ a že je zapotřebí „nesmírně zvýšit rozsah snah o zachování naší biosféry, abychom se vyhnuli nevýslovnému utrpení v důsledku klimatické krize“.
Termín „Klimatická krize“ používají ti, kteří „věří, že evokuje závažnost hrozeb, jimž planeta čelí v důsledku pokračujících emisí skleníkových plynů, a může pomoci podnítit politickou vůli, která dlouho chyběla při obhajobě klimatu“. Domnívají se, že podobně jako „globální oteplování“ vyvolalo větší emocionální angažovanost a podporu pro akci než „změna klimatu“, může mít označení změny klimatu za krizi ještě silnější dopad.
Studie ukázala, že tento termín vyvolává silnou emocionální odezvu, protože vyjadřuje pocit naléhavosti; někteří odborníci ale varují, že tato reakce může být kontraproduktivní a může vyvolat zpětný efekt kvůli vnímání alarmistického přehánění.

## Vědecký základ
Zatímco v advokacii, politice a médiích se silné výrazy používají již dlouho, vědecká komunita zůstávala až do konce roku 2010 ve svém vyjadřování tradičně zdrženlivější. V prohlášení z listopadu 2019, které bylo zveřejněno ve vědeckém časopise BioScience v lednu 2020, však skupina více než 11 000 vědců argumentovala, že označování globálního oteplování jako klimatické nouze nebo klimatické krize je vhodné. Vědci uvedli, že k zachování biosféry je zapotřebí „nesmírně rozsáhlého úsilí“ a upozornili na „hluboce znepokojivé příznaky“, včetně trvalého nárůstu počtu hospodářských zvířat, produkce masa, úbytku stromového porostu, spotřeby fosilních paliv, letecké dopravy a emisí CO2 – souběžně s vzestupnými trendy v dopadech na klima, jako jsou rostoucí teploty, globální tání ledu a extrémní počasí, které zase mohou mít i mnoho nepřímých dopadů, jako je rozsáhlá migrace a nedostatek potravin.
V listopadu 2019 byl také v časopise Nature publikován článek, který dospěl k závěru, že samotné důkazy vyplývající z klimatických zlomových bodů naznačují, že „se nacházíme ve stavu planetární nouze“, přičemž nouze je definována jako součin rizika a naléhavosti, přičemž oba faktory jsou hodnoceny jako „akutní“. Článek v časopise Nature se odvolává na nedávné zvláštní zprávy IPCC (2018, 2019), podle nichž by jednotlivé zlomové body mohly být překročeny již při průměrném globálním oteplení o 1–2 °C (nárůst oteplení v roce 2021 byl ~1 °C), přičemž při větším oteplení je možná globální kaskáda zlomových bodů.

## Definice termínu
V souvislosti se změnou klimatu uvádí Pierre Mukheibir, profesor budoucnosti vody na Technologické univerzitě v Sydney, že pojem krize je „klíčový nebo rozhodující bod nebo situace, která by mohla vést ke zlomovému bodu“, tedy taková, která zahrnuje „bezprecedentní okolnosti“. Slovníková definice uvádí, že „krize“ v tomto kontextu znamená „bod zvratu nebo stav nestability či nebezpečí“ a znamená, že „je třeba jednat hned, jinak budou následky katastrofální“. Jiná definice tento pojem odlišuje od globálního oteplování a klimatické změny a definuje klimatickou krizi jako „různé negativní dopady, které nezvládnutá klimatická změna způsobuje nebo hrozí způsobit na naší planetě, zejména pokud mají tyto dopady přímý dopad na lidstvo“.

## Použití termínu

### Historie
Bývalý americký viceprezident Al Gore používá krizovou terminologii již od 80. let 20. století, přičemž tento termín byl formalizován Koalicí pro klimatickou krizi (vznikla v roce 2004).
Zpráva American University International Law Review z roku 1990 obsahuje vybrané materiály, v nichž se opakovaně používá termín „krize“, a to včetně zprávy The Cairo Compact: (21. prosince 1989) kde se uvádí, že „všechny národy... budou muset spolupracovat v bezprecedentním měřítku. Budou muset neprodleně přijmout obtížné závazky k řešení této krize“.

### Současnost
Koncem roku 2010 se toto slovní spojení stalo „klíčovou součástí lexikonu klimatických jestřábů“ a převzala ho iniciativa Green New Deal, The Guardian, Greta Thunbergová a američtí demokratičtí političtí kandidáti, jako například Kamala Harrisová. Současně se termín začal více používat „po sérii hrozivých vědeckých varování v kruzích prosazujících boj s klimatickou změnou.
Koncem roku 2018 Sněmovna reprezentantů Spojených států amerických zřídila Sněmovní zvláštní výbor pro klimatickou krizi, což je termín, o němž novinář v časopise The Atlantic napsal, že „připomíná, jak moc se energetická politika za poslední desetiletí změnila“. Původní Výbor pro klima Sněmovny reprezentantů (zřízený v roce 2007) se jmenoval Zvláštní výbor pro energetickou nezávislost a globální oteplování a byl zrušen, když republikáni v roce 2011 znovu získali kontrolu nad Sněmovnou reprezentantů.
Organizace Public Citizen uvedla, že v roce 2018 méně než 10 % článků v 50 nejčtenějších amerických novinách používalo termíny „krize“ nebo „mimořádná událost“. V roce 2019 uvedla kampaň „Call it a Climate Crisis“ (Nazvěme to klimatickou krizí), která naléhá na hlavní mediální organizace, aby tento termín přijaly, že v roce 2018 pouze 3,5 % celostátních televizních zpravodajských segmentů označovalo změnu klimatu za krizi nebo mimořádnou událost (50 z 1400), ačkoli organizace Public Citizen zaznamenala trojnásobný počet zmínek, 150, jen za první čtyři měsíce roku 2019.
Zdá se, že rok 2019 byl bodem zlomu v jazyce vyjadřování o klimatu, což koreluje s důraznějším jazykem, který použil generální tajemník OSN ve svém projevu na Summitu o klimatu; s peticemi, které zpravodajským organizacím poslali Al Goreův projekt Climate Reality, Greenpeace a hnutí Sunrise Movement, aby změnily svůj jazyk; s protesty před budovou The New York Times, které měly změnu vynutit; a změnou stylistické příručky The Guardian z května 2019.
Poté, co v září 2018 použil generální tajemník OSN António Guterres výraz „klimatická krize“, aktualizoval 17. května 2019 The Guardian formálně svou stylistickou příručku a upřednostnil výrazy „klimatická mimořádná situace, krize nebo zhroucení“ a „globální ohřívání“. Šéfredaktorka Katharine Vinerová vysvětlila: „Chceme zajistit, abychom byli vědecky přesní a zároveň jasně komunikovali se čtenáři o této velmi důležité otázce. Například výraz ‚změna klimatu‘ zní poněkud pasivně a jemně, když to, o čem vědci mluví, je katastrofa pro lidstvo.“ The Guardian se stal hlavním partnerem iniciativy Covering Climate Now, kterou v roce 2019 založily zpravodajské organizace Columbia Journalism Review a The Nation s cílem řešit potřebu silnějšího zpravodajství o klimatu.
V červnu 2019 španělská zpravodajská agentura EFE oznámila, že preferuje výraz crisis climática (klimatická krize), přičemž novinářka Kate Yoderová z časopisu Grist poznamenala, že „tyto výrazy se objevují všude“, a dodala, že „klimatická krize“ „má svůj moment“. V listopadu 2019 přijal tento termín také deník Hindustan Times, protože „změna klimatu“ „správně neodráží obrovskou existenční hrozbu“. Podobně varšavský polský deník Gazeta Wyborcza používá termín „klimatická krize“ místo „změna klimatu“, šéfredaktor rubriky Gazeta na zeleno označil změnu klimatu za jedno z nejdůležitějších témat, kterým se kdy noviny zabývaly.
Naopak v červnu 2019 Canadian Broadcasting Corporation aktualizovala svou jazykovou příručku, která zní: „Klimatická krize a klimatická nouze jsou v některých případech v pořádku jako synonyma pro ‚změnu klimatu‘. Ale ne vždy jsou tou nejlepší volbou... Například ‚klimatická krize‘ by mohla v určitých politických zpravodajstvích nést závan propagace.“ Tato aktualizace přiměla profesora žurnalistiky Seana Holmana říci, že „novináři jsou nyní rozpolceni dvěma soupeřícími hodnotami. První z nich je naše práce říkat pravdu. Jsme, nad vším ostatním, profesionálními hledači pravdy a vypravěči pravdy ve společnosti. Ale druhou hodnotou, kterou považujeme za důležitou, je vystupovat nezaujatě, protože pokud budeme vystupovat nezaujatě, lidé uvěří, že říkáme pravdu. Myslím, že se zde stalo to, že velké části společnosti, včetně celých politických stran a vlád i voličů, nevěří v pravdu. A tak tím, že říkáme pravdu, se těmto jedincům zdá, že jsme zaujatí.“
V červnu 2019 bylo zatčeno 70 klimatických aktivistů, kteří demonstrovali před redakcí deníku The New York Times a vyzývali noviny, aby přijaly výrazy „klimatická nouze“ nebo „klimatická krize“; demonstrace byla součástí veřejného tlaku, který ovlivnil městskou radu, aby se New York stal největším městem, které oficiálně přijalo vyhlášení klimatické nouze.
V květnu 2019 propagoval Climate Reality Project (2011-) Al Gora otevřenou petici, v níž žádal zpravodajské organizace, aby místo „klimatické změny“ nebo „globálního oteplování“ používaly „klimatickou krizi“, s tím, že „je čas opustit oba termíny v kultuře“. Podobně se Sierra Club, Sunrise Movement, Greenpeace a další ekologické a progresivní organizace připojily k dopisu Public Citizen z 6. června 2019 adresovanému zpravodajským organizacím, v němž je vyzývají, aby klimatickou změnu a lidskou nečinnost nazývaly „tím, čím je – krizí – a aby o ní jako o krizi informovaly“.
V listopadu 2019 zařadil Oxfordský slovník slovo „klimatická krize“ na svůj užší seznam slov roku 2019, což je označení určené k ocenění termínů, které „odrážejí étos, náladu nebo zájmy uplynulého roku“ a které by měly mít „trvalý potenciál jako termín kulturního významu“.
V aktualizaci Varování světových vědců lidstvu z roku 2021 vědci informovali, že se hromadí důkazy o blížících se nebo překročených kritických bodech kritických prvků zemského systému, že 1990 jurisdikcí oficiálně uznalo stav klimatické nouze, že je třeba často a přístupně aktualizovat informace o klimatické krizi nebo klimatické nouzi, že „zelená obnova“ covidu-19 byla nedostatečná a že jsou nutné systémové změny kořenových příčin nad politikou. Aktualizace z roku 2022 dospěla k závěru, že „na planetě Zemi se nyní nacházíme v ‚červeném kódu‘“ a že „rozsah nevýslovného lidského utrpení, který je již nyní obrovský, rychle narůstá se stupňujícím se počtem katastrof souvisejících s klimatem“.

## Efektivita
V září 2019 uvedla novinářka agentury Bloomberg Emma Vickersová, že krizová terminologie – ačkoli jde doslova o sémantiku – může „přinášet výsledky“, a citovala průzkum The Washington Post a Kaiser Family Foundation z roku 2019, podle kterého 38 % dospělých Američanů označilo změnu klimatu za „krizi“, zatímco stejný počet ji označil za „velký problém, ale ne krizi“. O pět let dříve ji za krizi považovalo jen 23 % dospělých Američanů.
Naopak používání krizové terminologie v různých nezávazných prohlášeních o stavu nouze v oblasti klimatu bylo (od roku 2019) neúčinné v tom, že nepřimělo vlády, aby „přešly k akci“.

### Obavy ohledně krizové terminologie
Někteří komentátoři napsali, že „krizové rámování“ může mít několik nevýhod. Konkrétně může takové rámování implicitně upřednostňovat změnu klimatu před jinými důležitými sociálními otázkami, čímž podporuje soupeření mezi aktivisty namísto spolupráce a odsouvá na vedlejší kolej nesouhlas v samotném hnutí za změnu klimatu. Může naznačovat potřebu řešení ze strany vlády, což poskytuje méně spolehlivý dlouhodobý závazek než lidová mobilizace a může být vnímáno jako „vnucování neochotnému obyvatelstvu“. A konečně může být kontraproduktivní, protože vyvolává nedůvěru (bez okamžitých dramatických účinků), znejistění (tváří v tvář problému, který se zdá být ohromující) a stažení se – místo aby poskytlo praktické kroky v dlouhodobém horizontu.
Podobně se australský výzkumník komunikace o klimatu David Holmes vyjádřil k fenoménu „únavy z krize“, kdy naléhavost reakce na hrozby časem ztrácí na přitažlivosti. Holmes uvedl, že pro takový jazyk existuje „omezený sémantický rozpočet“, a varoval, že může ztratit publikum, pokud uplyne čas bez smysluplných politik řešících mimořádnou situaci.
Jiní napsali, že to, zda „apely na strach vyvolávají trvalou a konstruktivní angažovanost“, je zjevně velmi složitá otázka, ale že odpověď zní „obvykle ne“, přičemž psychologové poznamenávají, že lidské reakce na nebezpečí (boj, útěk nebo zamrznutí) mohou být maladaptivní. Sander van der Linden, ředitel Cambridge Social Decision-Making Lab, souhlasí s tím, že strach je „paralyzující emoce“, a upřednostňuje „klimatickou krizi“ před jinými termíny, protože vyjadřuje pocit naléhavosti i optimismu, a nikoli pocit zmaru, protože „lidé vědí, že krizím se lze vyhnout a že je lze vyřešit“.
Klimatoložka Katharine Hayhoeová počátkem roku 2019 varovala, že krizové rámování je účinné pouze „pro ty, kteří jsou již znepokojeni změnou klimatu, ale jsou spokojeni s řešeními“. Dodala, že „zatím není účinné“ pro ty, kteří vnímají klimatické aktivisty „jako alarmistická vyděšená kuřátka“, a vyslovila domněnku, že „by ještě více posílilo jejich předpojaté – a nesprávné – názory“.
V červnu 2019 Canadian Broadcasting Corporation aktualizovala svou jazykovou příručku a uvedla v ní, že termín klimatická krize „by mohl v určitých politických relacích nést závan propagandy“.
Dva němečtí novináři, že „krize“ může být nesprávně chápána tak, že naznačuje, že změna klimatu je „ze své podstaty epizodická“ – krize jsou „buď vyřešeny, nebo pominou“ – nebo jako dočasný stav před návratem k normálu, který ve skutečnosti není možný.

### Vyhlášení stavu nouze vs. skutečná reakce na stav nouze
Uzákonění stavu nouze se může skládat ze dvou prvků: vyhlášení stavu nouze, který má formulované reálné, tj. právní účinky, a s tím spojené umožnění nebo zajištění rychlých doplňkových rozsáhlých změn v lidské činnosti pro formulované účely. K dnešnímu dni mnoho vlád uznalo, někdy ve formě předběžných „prohlášení“ v textové podobě, že lidstvo se v podstatě nachází ve stavu klimatické nouze.
V listopadu 2021 začala Greta Thunbergová spolu s dalšími klimatickými aktivisty podávat petici OSN, v níž ji vyzývají k vyhlášení třetího stupně globální klimatické nouze. To by mělo vést k vytvoření speciálního týmu, který bude koordinovat reakci na klimatickou krizi na mezinárodní úrovni. Reakce by měla být přinejmenším stejně silná jako reakce na pandemii covidu-19.
Bylo navrženo, že sektor národní bezpečnosti by mohl hrát jedinečnou roli při rozvoji globální mobilizace pracovních sil a zdrojů v případě klimatické nouze s cílem vybudovat ekonomiku s nulovými emisemi a uzákonit dekarbonizaci.
Komentátoři a organizace The Climate Mobilization navrhli mobilizaci zdrojů v rozsahu válečného hospodářství a další související výjimečná nebo účinná opatření.

### Psychologické a neurovědecké studie
Studie z roku 2013 (N=224, většinou studenti prvních ročníků vysokých škol) zjišťovala reakce účastníků po přečtení různých fiktivních písemných článků. Studie dospěla k závěru, že „klimatická krize s největší pravděpodobností vyvolala zpětné efekty nedůvěry a snížené vnímání obav, nejspíše v důsledku vnímání přehánění“, a navrhla, aby se místo toho používaly jiné termíny („klimatický rozvrat“ a „globální oteplování“), zejména při komunikaci se skeptickým publikem.
Neurovědecká studie z počátku roku 2019 (N=120, rozděleno rovnoměrně mezi republikány, demokraty a nezávislé) provedená reklamní poradenskou agenturou zahrnovala měření elektroencefalografie (EEG) a galvanické kožní reakce (GSR). Studie, která měřila reakce na výrazy „klimatická krize“, „ničení životního prostředí“, „zhroucení životního prostředí“, „destabilizace počasí“, „globální oteplování“ a „změna klimatu“, zjistila, že u demokratů byla emocionální odezva na „klimatickou krizi“ o 60 % větší než na „změnu klimatu“, přičemž u republikánů se odpovídající odezva ztrojnásobila. „Klimatická krize“ prý „dobře fungovala z hlediska reakcí napříč politickým spektrem a největší emocionální odezvu vyvolala u nezávislých“. Studie dospěla k závěru, že výraz „klimatická krize“ vyvolal silnější emocionální reakce než „neutrální“ a „opotřebované“ výrazy jako „globální oteplování“ a „změna klimatu“, čímž podpořil pocit naléhavosti – i když ne tak silnou reakci, aby vyvolal kognitivní disonanci, která by přiměla lidi vytvářet protiargumenty. Generální ředitel společnosti, která studii prováděla, však obecně poznamenal, že viscerální intenzita se může obrátit proti němu, a upřesnil, že jiný termín s ještě silnější odezvou, „ničení životního prostředí“, „je pravděpodobně vnímán jako alarmistický, možná dokonce naznačující vinu, což může vést k protiargumentaci a odstrčení“.

## Vyjadřování závažnosti globálního oteplování

### Slovník IPCC
V říjnu 2018 vydal Mezivládní panel pro změnu klimatu Zvláštní zprávu ke globálnímu oteplení o 1,5 °C nad úroveň před začátkem industrializace. Podle vědeckého článku v časopise Nature Climate Change máme 5% šanci omezit oteplování na 2 °C, ale pouze 1% šanci udržet globálního oteplování na úrovni 1,5 °C. Stejný časopis uvádí, že k oteplení o 1,5 °C dojde, i kdybychom okamžitě snížili uhlíkovou stopu na nulu.
Zpráva IPCC z roku 2018 říká, že pokud budou emise skleníkových plynů pokračovat po současné trajektorii, planeta se do konce století oteplí o 3,1 až 3,7 °C a že i kdybychom dnes úplně přestali emitovat oxid uhličitý, atmosféra se bude nadále oteplovat nejméně dalších 40 let. Také zpráva IPCC z roku 2014 uvádí: „Mnoho aspektů změny klimatu a souvisejících dopadů bude pokračovat po celá staletí, i když budou zastaveny všechny antropogenní emise skleníkových plynů... Je prakticky jisté, že průměrný celosvětový nárůst hladiny moří bude pokračovat po mnoho staletí po roce 2100, s nárůstem závislým na budoucích emisích“.
IPCC nyní říká, že problém, kterému svět čelí při omezování oteplování na 1,5 ℃, je ve svém měřítku „bezprecedentní“ a že je nutná „transformační“ změna. Profesor Keith Shine zdůrazňuje, že při dokumentování rizik spojených s globálním oteplováním uvádí IPCC pět hlavních kategorií rizik – „důvodů k obavám“. Říká, že sliby, které doposud učinily jednotlivé státy v rámci Pařížské dohody znamenají, že jsme na cestě k oteplování asi o 3 °C do roku 2100, což by znamenalo, že čtyři z pěti „důvodů k obavám“, které uvádí IPCC, by byly dosaženy s vysokou až velmi vysokou pravděpodobností.

### Kritika slovníku IPCC
Bob Ward, ředitel politiky a komunikace Granthamského výzkumného ústavu pro změnu klimatu a životní prostředí na London School of Economics říká, že zpráva IPCC nedokáže upozornit na některá hlavní rizika vyplývající ze změny klimatu. Poukazuje na to, že v Souhrnu pro politiky se nezmiňuje o možnostech migrace a přemísťování celých národů, což by posílilo rizika válek. Jedinými riziky, které Shrnutí pro politiky uvádí, jsou destabilizace ledových pokryvů Grónska a Západního Antarktidy. Ward zdůrazňuje, že shrnutí zprávy muselo být schváleno jednotlivými vládami, včetně vlád USA, Austrálie a Saúdské Arábie. Unie zainteresovaných vědců (Union of Concerned Scientists) říká, že zástupci vlád se snaží ovlivnit znění Souhrnu pro politiky tak, aby podporovalo jejich vyjednávací pozice. V důsledku toho je shrnutí „psáno sice věcně, ale opomíjí některá z největších rizik spojených se změnou klimatu, která jsou popsána v úplném znění Zprávy“.
Americký ústav biologických věd provedl statistickou analýzu jazyka používaného IPCC ve Souhrnu pro politiky a potvrdil, že „pravděpodobnostní jazyk“ IPCC (při popisu možných scénářů oteplování) je výrazně konzervativní a „přizpůsobený svému publiku“ tedy jazyku vlád a politiků. Vedoucí autor studie, Dr. Salvador Herrando-Pérez, z Institutu životního prostředí University of Adelaide, říká: „Zjistili jsme, že hlavní poselství ze Zprávy IPCC, že naše společnost je ve stavu klimatické nouze, se ztratila nadhodnocením nejistot a zapadla mezi gigabajty informací.“
Kevin Trenberth, vedoucí vědecký pracovník v oddělení pro analýzu klimatu v Národním středisku pro výzkum atmosféry, souhlasí s tím, že IPCC je ve své terminologii „dost konzervativní“ a že poslední zpráva „snižuje závažnost skutečných nákladů změny klimatu a její příspěvek k přírodním katastrofám.“ Veerabhadran Ramanathan, profesor klimatických věd na Kalifornské univerzitě, říká, že zpráva IPCC ignoruje „divoké karty“ v klimatického systému a kladné zpětné vazby, které mají „skutečnou možnost posunout planetu do období chaosu, který lidé nebudou moci ovládat“.

## Používání výrazu "klimatická krize" v médiích
Při psaní projektu The Climate Reality Project přišel Rose Hendricks s poznatkem, že rostoucí část výzkumu naznačuje, že bombardování lidí fakty a vědeckými důkazy není příliš účinné. Říká, že vědečtí komunikátoři se musí více soustředit na to, jak tyto informace prezentovat, a že veřejnost „nedostává fakta správným způsobem“. Novinářka Rosalind Donaldová v časopise Columbia Journal Review upozorňuje na problémy, kterým novináři čelí, když se snaží komunikovat dopady globálního oteplování. Výzkum ukazuje, že celkový objem pokrytí klimatické krize v médiích zůstává malý a pokrytí tématu v hlavním mediálním proudu je střídavé. Cituje studii Media Matters for America, která zjistila, že pokrytí tématu změny klimatu na ABC, CBS, NBC a Fox, tedy primárních informačních zdrojích pro většiny obyvatel, pokleslo mezi rokem 2017 a rokem 2018 o 45 %.
Média také někdy popisují dopady změny klimatu v katastrofických termínech, aniž by používala termín klimatická krize. Bývalý korespondent Times Chris Taylor označuje změnu klimatu za katastrofu a říká, že změna klimatu je jako slon v místnosti, kterého všichni ignorují. Jako ilustraci uvádí, že v ABC (Austrálie) online dokumentární film, ve kterém se David Attenborough dívá na „planetu na pokraji klimatické katastrofy“. Na webových stránkách ABC je však dokument propagován pod nadpisem „Změna podnebí: fakta“. V podobném duchu popisuje WWF změnu klimatu jako „hrozbu, která ovlivňuje Zemi“. Fond na obranu přírody říká, že „změna klimatu drancuje planetu“.

### The Guardian
17. května 2019 Guardian oznámil, že začne používat výraz klimatická krize spolu s výrazem „globálním ohřívání“. Šéfredaktorka Katharine Vinerová vysvětlila: „Chceme zajistit, abychom byli vědecky přesní, a zároveň jasně komunikovat se čtenáři o tomto velmi důležitém problému. Například výraz „změna klimatu“ zní pasivně a něžně, zatímco vědci mluví o katastrofě pro lidstvo.“ Také švédský aktivistka Greta Thunbergová také přijala ve svých projevech výraz "klimatická krize".

### Kampaň Covering Climate Now
V reakci problémy s medializací hrozby klimatické změny spustila společnost Columbia Journalism Review a The Nation projekt zaměřený na posílení zaměření médií na klimatickou krizi Covering Climate Now. Kampaň Covering Climate Now, neboli Informujme o klimatu nyní, je společná akce světových médií, jejímž cílem je hledat cesty, jak podrobně referovat o tématu klimatické krize. Stěžejním partnerem tohoto projektu je britský deník The Guardian. Podílí se na ní více než 250 světových médií. Všichni účastnící se zavázali publikovat v týdnu od 15. do 22. září, před newyorským klimatickým summitem, více textů k tématu a sdílet je s ostatními. Z českých médií se účastní Deník Referendum, na Slovensku Denník N.

## Používání termínu „klimatická krize“

### Media používající tento termín
- The Guardian[67]
- The Independent[71]
- Nature[72]
- Haaretz[73]
- ScienceAlert[74]
- CNN[75]
- TED[76]
- New England Journal of Medicine[77]
- Columbia Journalism Review uvádí, že více než 170 zpravodajských kanálů po celém světě se přihlásilo do programu Covering Climate Now „zaměřeného na posílení zaměření médií na klimatickou krizi“. Mezi zastoupenými kanály jsou: Bloomberg News,CBS News, El País, Asahi Shimbun, La Repubblica, The Times of India, Getty Images, Agence France-Presse, národní veřejnoprávní televizní vysílání v Itálii, Švédsku a Spojených státech, většina z největších veřejných rozhlasových stanic v USA; vědecké časopisy jako Nature, Science a Harvard Business Review; a publikace jako Vanity Fair, HuffPost, BuzzFeed News a The Daily Beast.[69]

#### Česká média
- Deník Referendum[70]

### Ostatní uživatelé
- Bývalý generální tajemník OSN Pan Ki-mun[78]
- Generální tajemník OSN António Guterres[79]
- Parlament Spojeného království[80]
- Části Senátu Spojených států amerických[81]
- Město Amsterdam[82]
- Hans Joachim Schellnhuber, vedoucí klimatický poradce Evropské unie, německé kancléřky a papeže Františka[83]
- Raymond Pierrehumbert, hlavní autor třetí hodnotící zprávy Mezivládního panelu pro změnu klimatu (IPCC) a spoluautor zprávy Národní rady pro výzkum o náhlé změně klimatu
- Irwin Redlener, ředitel Národního centra pro připravenost na katastrofu na Columbia University[84]
- Klaus Hasselmann, zakladatel institutu Maxe Plancka pro meteorologii a místopředseda Evropského klimatického fóra[85]
- Tim Flannery, hlavní rada australské rady pro změnu klimatu a bývalý hlavní komisař komise pro změnu klimatu[86]
- Marcus Du Sautoy, profesor matematiky a Simonyi profesor veřejného porozumění vědy na Oxfordské univerzitě[87]
- Bill Nye, vědecký komunikátor[88]